# Świadkowie Jehowy w Demokratycznej Republice Konga
Świadkowie Jehowy w Demokratycznej Republice Konga – społeczność wyznaniowa w Demokratycznej Republice Konga, należąca do ogólnoświatowej wspólnoty Świadków Jehowy, licząca w 2023 roku 257 672 głosicieli, należących do 4385 zborów. Na dorocznej uroczystości Wieczerzy Pańskiej w 2023 roku zgromadziło się 
1 243 439 osób (ok. 1,5% mieszkańców). Działalność miejscowych głosicieli oraz w Kongu koordynuje Biuro Oddziału w Kinszasie, w którym znajduje się również jeden z 17 ośrodków szkoleń biblijnych na świecie. Sale Zgromadzeń znajdują się w Bandundu, Beni, Bumbie, Butembo, Gomie, Isiro, Kikwit, Kinszasie, Kisangani, Lisala, Lubumbashi, Mbuji-Mayi i Nioki. Jedna z 27 wspólnot Świadków Jehowy na świecie, których liczebność przekracza 100 000 głosicieli.

## Historia

### Początki
Trudno ustalić dokładną datę rozpoczęcia działalności Świadków Jehowy w tym kraju. Z zapisków Biur Oddziałów Towarzystwa Strażnica w sąsiednich krajach wiadomo, że w roku 1930 z Konga Belgijskiego (wówczas była to belgijska kolonia) wysyłane były prośby o przysłanie publikacji Świadków Jehowy.
Począwszy od maja 1932 roku Biuro Oddziału Świadków Jehowy w Afryce Południowej wiele razy występowało do władz belgijskich z prośbą o wpuszczenie do Konga pełnoczasowych głosicieli (pionierów). Nie uzyskano na to zgody. Jedynie głosiciele z Rodezji Północnej (dzisiejsza Zambia) prowadzili w tym okresie działalność kaznodziejską, gdy czasowo przebywali w Kongu.
W okresie tym publikacje religijne Towarzystwa Strażnica były szeroko wykorzystywane przez zwolenników ruchu religijno-politycznego Kitawala (powstały w Kongo ok. 1923–1925) do propagowania poglądów społeczno-politycznych niezgodnych z nauczaniem Świadków Jehowy.

### Zakaz działalności i prześladowania
W latach 40. XX wieku władze Konga Belgijskiego sprzeciwiały się działalności Świadków Jehowy w kraju i zabraniały dystrybuowania ich publikacji. Członkowie wyznania byli zsyłani do specjalnego obozu pracy w Kasai. 12 stycznia 1949 zakaz ten został usankcjonowany przez gubernatora generalnego. Za prowadzenie działalności religijnej wyznawcom groziło uwięzienie lub wysoka grzywna. Wielu odsiadywało w więzieniu bezterminowe wyroki za świadczenie o swojej religii.
Pomimo prześladowań prowadzono konspiracyjną działalność ewangelizacyjną. W 1953 roku szacowano, że bierze w niej udział co najmniej 250 głosicieli. Nadal zdarzały się konfiskaty literatury Świadków Jehowy, którą do swych celów politycznych wykorzystywali członkowie ruchu Kitawala. Głosicieli, którzy przybywali do Konga z Rodezji Północnej, by wspierać na tym terenie działalność kaznodziejską, aresztowano i deportowano.
W listopadzie 1957 roku Milton George Henschel, sekretarz Towarzystwa Strażnica, zwrócił się do rządu Konga Belgijskiego z prośbą o uchylenie zakazu działalności Świadków Jehowy. Udał się w tym celu do Léopoldville. Interweniowano w placówkach dyplomatycznych w Nowym Jorku i w Brukseli. Również pewnemu przedstawicielowi belgijskich władz, specjalizującemu się w tematyce spraw afrykańskich, który odwiedził Biuro Oddziału Towarzystwa Strażnica w Rodezji Północnej, wyjaśniono dokładnie, na czym polega działalność prowadzona przez Świadków Jehowy.

### Większe swobody religijne
10 czerwca 1958 roku władze kolonialne wydały dekret o tolerancji, umożliwiający przeprowadzanie spotkań religijnych w zamkniętych obiektach. Choć nie oznaczało to jeszcze całkowitego zniesienia ograniczeń działalności, umożliwiało urządzanie zebrań religijnych, z której to możliwości zaczęto korzystać w coraz większym zakresie. W 1959 roku w pięciu zborach w stołecznym Léopoldville zorganizowano uroczystość Pamiątki, na którą przybyło łącznie 1019 osób.
W 1960 roku Kongo uzyskało niepodległość i zaczął się okres tolerancji religijnej. Zaczęto regularnie urządzać zebrania w Salach Królestwa. W stolicy istniało wówczas 6 zborów. Pierwszym nadzorcą obwodu na terenie Demokratycznej Republiki Konga i Republiki Konga w roku 1960 został Pontien Mukanga (ur. 1930).
W 1962 roku w Léopoldville (obecnie Kinszasa) zostało otwarte Biuro Oddziału; otwarto też pierwszą Salę Królestwa. Do kraju przyjechali pierwsi misjonarze, absolwenci Biblijnej Szkoły Strażnicy – Gilead. Zorganizowano projekcje filmu Szczęśliwe społeczeństwo Nowego Świata w Léopoldville, także dla niektórych przedstawicieli władz. Na pierwsze cztery projekcje przybyły ogółem 1294 osoby. W całym kraju było ponad 2000 głosicieli. Podjęto starania, by wyjaśniać przedstawicielom władz, że Towarzystwo Strażnica nie jest związane z ruchem Kitawala.
W 1964 roku w stolicy kraju zorganizowano dwa pierwsze zgromadzenia obwodowe.
W latach 1964–1966 oraz 1969 i kolejnych do Konga skierowano kolejnych misjonarzy, absolwentów Szkoły Gilead; do roku 1986 było to w sumie ponad 60 osób. Otwarto kilka domów misjonarskich.
W 1965 roku w kraju było blisko 4000 głosicieli. Biuro Oddziału przeniesiono do nowego obiektu – zaadaptowanego domu w Kinszasie. W latach 60. rozpoczęto działalność w języku kipende.

### Prawna rejestracja
9 czerwca 1966 roku zarejestrowano Les Témoins de Jéhovah, osobę prawną reprezentującą Świadków Jehowy, co umożliwiło legalną działalności na terenie kraju. Zorganizowano 11 zgromadzeń obwodowych, w których uczestniczyło 11 214 osób, a 465 przyjęło chrzest, zorganizowano również kongres pod hasłem „Synowie Boży – synami wolności”.
W 1970 roku w kraju istniały w sumie 194 zbory, skupiające łącznie około 14 tysięcy głosicieli. W styczniu 1971 roku do Konga przyjechał Nathan H. Knorr; ustalono plan rozbudowy Biura Oddziału.

### Delegalizacja
W grudniu 1971 roku władze wydały rozporządzenie, ustalające zasady funkcjonowania wyznań religijnych. Jego konsekwencją było unieważnienie wcześniejszej legalizacji Świadków Jehowy. Zaprzestano organizować duże zgromadzenia wyznawców. Sytuacja głosicieli w poszczególnych rejonach kraju zależała od nastawienia lokalnych władz. W niektórych częściach kraju aresztowano i uwięziono setki wyznawców, w innych działali oni bez przeszkód i organizowali zebrania religijne. Niektórych więziono nawet przez kilka lat. Świadkowie Jehowy zachowywali neutralność w sprawach politycznych, nie wstąpili do jedynej działającej partii politycznej w kraju.
Od 1978 roku miało miejsce szereg napaści na Świadków Jehowy ze strony członków plemienia Rega, wyznających kult ducha Kimbilikiti. Spalili oni wiele Sal Królestwa, niektórych Świadków Jehowy wypędzili z ich domów i dokonali grabieży ich mienia. W 1983 roku zamordowali ośmiu Świadków Jehowy. Sprawcy zostali postawieni przed sądem i skazani prawomocnym wyrokiem na karę śmierci.
W roku 1979 w Kiefu powstał pierwszy zbór posługujący się językiem kipende.

### Ponowna legalizacja
30 kwietnia 1980 roku ponownie uzyskano legalizację Les Témoins de Jéhovah. W kraju odbyło się 5 dużych kongresów pod hasłem „Miłość Boża”.
W 1981 roku w kraju było 25 753 głosicieli. W latach 1981–1983 otwarto kilka kolejnych domów misjonarskich, m.in. w Gomie, w Likasi i w Kikwicie. Wznowiono działalność kilku wcześniej zamkniętych, tak iż w roku 1986 liczba tych placówek wyniosła 11.
W 1983 roku w kraju zanotowano liczbę ponad 28 tysięcy, a w roku 1985 – blisko 35 tysięcy głosicieli.
W grudniu 1985 roku w Kinszasie odbył się kongres międzynarodowy pod hasłem „Lud zachowujący prawość”, w którym uczestniczyło 32 tysiące delegatów z ponad 20 krajów, a 604 z nich ochrzczono.

### Kolejny zakaz działalności i prześladowania
12 marca 1986 roku wprowadzono kolejny zakaz działalności Świadków Jehowy. W tym czasie działalność kaznodziejską prowadziło blisko 35 tysięcy głosicieli. Wielu wyznawców aresztowano, a ich dobytek rozkradziono. 26 czerwca tegoż roku urząd bezpieczeństwa nakazał opuszczenie Zairu misjonarzom Towarzystwa Strażnica. W związku z brakiem możliwości urządzania większych zgromadzeń ich program przedstawiano w ramach zebrań poszczególnych zborów.
W październiku 1988 roku lokalni naczelnicy przywłaszczyli sobie teren budowy Biura Oddziału w Kinszasie i skonfiskowali tony literatury religijnej. Sporą część tych publikacji rozkradli żołnierze i potem sprzedawali. W ten sposób wiele osób zaznajomiło się z tą religią.
W 1989 roku liczba głosicieli wynosiła 40 707. Nastąpiła kolejna fala aresztowań wyznawców oraz ich dzieci.
24 kwietnia 1990 roku prezydent Zairu obiecał publicznie przywrócenie wolności religijnej Świadkom Jehowy w kraju. W tym czasie działalność kaznodziejską prowadziło 50 677 głosicieli.
We wrześniu 1991 roku Biura Oddziałów Świadków Jehowy w RPA i we Francji zorganizowały pomoc materialną dla wyznawców, którzy ucierpieli wskutek zamieszek i grabieży podczas wojskowej rewolty, a także dla uchodźców z Angoli i Sudanu.

### Ponownie zalegalizowana działalność

#### Lata 90.
8 stycznia 1993 roku Sąd Najwyższy uchylił zakaz działalności z roku 1986. Zniesienie zakazu umożliwiło ponowne uzyskanie zezwolenia na sprowadzenie misjonarzy, wybudowanie nowych obiektów oraz import publikacji biblijnych. Nowe Biuro Oddziału otwarto w kwietniu 1996 roku. W październiku tego samego roku liczba głosicieli po raz pierwszy osiągnęła 100 tysięcy.
W październiku 1996 roku we wschodnich rejonach kraju wybuchła wojna domowa, która szybko objęła duże rejony kraju. Około 50 Świadków Jehowy zginęło, a kilkuset straciło domy i dobytek. Spalono kilka Sal Królestwa. Wielu Świadków znalazło się w sytuacji grożącej im śmiercią głodową. Dzięki współwyznawcom z Belgii, Francji i ze Szwajcarii od kwietnia do czerwca 1997 roku do Konga dostarczono samolotami ponad 30 ton żywności, 90 ton odzieży i 500 kg lekarstw, a także 18 500 par obuwia i 1000 koców. Łącznie do 1998 roku dostarczono ponad 400 ton darów.

#### XXI wiek
W styczniu 2002 roku Świadkowie Jehowy z Belgii, Francji i Szwajcarii zorganizowali pomoc humanitarną dla współwyznawców z okolic Gomy, poszkodowanych w wyniku erupcji wulkanu Nyiragongo. W tym samym roku na kongresie pod hasłem „Gorliwi głosiciele Królestwa” ogłoszono wydanie Chrześcijańskich Pism Greckich w Przekładzie Nowego Świata (Nowy Testament) w języku bembe i w języku lingala.
W 2003 roku liczba głosicieli wynosiła 122 857 (0,22% ludności), a w 2008 przekroczyła 150 tysięcy osób.
3 lipca 2009 roku na kongresie pod hasłem „Czuwajcie!” ogłoszono wydanie „Pisma Świętego w Przekładzie Nowego Świata” w języku lingala.
Pod koniec 2009 roku do kraju dotarli kolejni misjonarze, absolwenci 127 klasy Szkoły Gilead. Liczba głosicieli przekroczyła 160 tysięcy.
Wiosną 2011 roku przybyli kolejni misjonarze Szkoły Gilead. Zanotowano liczbę 173 416 głosicieli (0,24% ludności). Odbyła się seria 126 kongresów pod hasłem „Niech przyjdzie Królestwo Boże!” w 12 językach. Zorganizowano pomoc humanitarną dla poszkodowanych przez powodzie, dla przebywających w obozach dla uchodźców oraz chorych na cholerę.
Niektóre grupy religijne w dalszym ciągu prześladują Świadków Jehowy. Doszło do porwań i brutalnych pobić, których sprawcami byli członkowie plemiennej religii Kimbilikiti. Przestępstwa uchodzą bezkarnie, gdyż niektórzy przedstawiciele lokalnych władz sami należą do tego kultu. W obliczu takiego łamania prawa przedstawiciele Świadków Jehowy złożyli skargi do sądów wyższej instancji.
Ponieważ dzieci Świadków Jehowy w Demokratycznej Republice Konga nie zgadzały się na branie udziału w zajęciach religijnych, przez szereg lat były one usuwane ze szkół finansowanych przez związki wyznaniowe. Problem ten szczególnie się nasilił, gdy w 2005 roku ze szkoły w Abumombazi w Prowincji Równikowej ze szkół usunięto 52 młodych Świadków Jehowy, którzy poprosili władze szkolne o zwolnienie z udziału w nabożeństwach. Podobne przypadki miały miejsce również w innych prowincjach kraju. Od tego czasu z tego powodu ze szkół usunięto przeszło 300 dzieci Świadków Jehowy, włączając w to również uczniów, którzy wkrótce mieli zakończyć naukę. Szkoły te przedkładały swoje wewnętrzne przepisy ponad obowiązujące ustawy państwowe oraz nie respektowały praw uczniów należących do niektórych wyznań. By temu przeciwdziałać, władze podjęły stanowcze działania. W 2011 roku minister edukacji prowincji Kiwu Północne, Bazizane Maheshe, rozesłała pismo okólne „Zakaz dyskryminacji na tle religijnym”. 4 września 2013 roku minister edukacji narodowej, Mwangu Famba, wydał rozporządzenie „Pismo okólne o zakazie dyskryminacji religijnej”, dotyczące szkół w całym kraju. 12 czerwca 2014 roku minister edukacji wystosował memorandum do szkół, które nie przyjęły z powrotem wszystkich wydalonych uczniów. Przypomniał w nim rozporządzenie z września 2013 roku oraz odwołał się do zatwierdzonej przez prezydenta nowej ustawy o systemie oświaty.
26 maja 2012 roku oddano do użytku nowe, rozbudowane Biuro Oddziału. W 2012 roku na kongresie pod hasłem „Strzeż swego serca!” ogłoszono wydanie Chrześcijańskich Pism Greckich w Przekładzie Nowego Świata (Nowy Testament) w języku tetela oraz tchiluba.
W 2013 roku na kongresie pod hasłem „Słowo Boże jest prawdą!” ogłoszono wydanie Chrześcijańskie Pisma Greckie w Przekładzie Nowego Świata (Nowy Testament) w języku kilubu i kongo. W roku 2014 osiągnięto liczbę ponad 216 tysięcy głosicieli.
28 sierpnia 2015 roku na kongresie pod hasłem „Naśladujmy Jezusa!” ogłoszono wydanie „Pisma Świętego w Przekładzie Nowego Świata” w języku kongo. 
28 sierpnia 2016 roku na kongresie pod hasłem „Lojalnie trwajmy przy Jehowie!” ogłoszono wydanie Pisma Świętego w Przekładzie Nowego Świata w języku tetela. W grudniu 2016 roku zorganizowano pomoc humanitarną dla współwyznawców poszkodowanych w wyniku powodzi.
25 sierpnia 2017 roku na kongresie pod hasłem „Nie poddawaj się!” ogłoszono wydanie „Pisma Świętego w Przekładzie Nowego Świata” w języku tshiluba.
W całym kraju odpowiednio przygotowani kaznodzieje systematycznie odwiedzają więzienia, w których regularnie odbywają się zebrania chrześcijańskie i zgromadzenia oraz prowadzone są indywidualne lub grupowe studia biblijne. Tylko w więzieniu w Buluo w 2014 roku ochrzczono 7 skazanych, a do roku 2016 – ponad 30.
W rejony najuboższe Świadkowie Jehowy wysyłają misje humanitarne, w których uczestniczą grupy medyczne m.in. Świadków Jehowy z Francji.
W 2017 roku Świadkowie Jehowy rozpoczęli organizowanie pomocy humanitarnej dla ofiar konfliktów zbrojnych i fali przemocy powstałej na tle etnicznym w prowincji Kasai. Wśród uchodźców, którzy schronili się w sąsiedniej Angoli, jest ponad 870 Świadków Jehowy i ich dzieci. Przynajmniej 10 z nich zostało rannych, a 22 Świadków Jehowy zostało zabitych. Biurem Oddziału w Angoli wraz z Biurem w Demokratycznej Republice Konga zapewniło uchodźcom wsparcie materialne, emocjonalne oraz duchowe. Grupa uchodźców z DRK organizuje spotkania religijne w języku tshiluba. Z powodu walk na tle etnicznym pomiędzy plemionami Hema i Lendu w prowincji Ituri od grudnia 2017 roku około 200 głosicieli schroniło się w dwóch obozach w Ugandzie. Do czerwca 2018 roku ponad 1000 głosicieli ewakuowało się ze strefy walk do stolicy prowincji miasta Bunia. W celu zapewnienia niezbędnej pomocy uciekinierom Komitet Oddziału w Kenii zorganizował Komitet Pomocy Doraźnej.
24 sierpnia 2018 roku na kongresie pod hasłem „Bądź odważny!” w Lubumbashi ogłoszono wydanie pełnej edycji Pisma Świętego w Przekładzie Nowego Świata w językach kiluba i suahili (Kongo).
We wrześniu 2019 roku delegacja z Demokratycznej Republiki Konga wzięła udział w kongresie międzynarodowym pod hasłem „Miłość nigdy nie zawodzi!” w Johannesburgu. W 2019 roku zanotowano liczbę 243 146 głosicieli, a na uroczystości Wieczerzy Pańskiej zgromadziło się 1 264 290 osób. W grudniu 2019 roku zorganizowano pomoc humanitarną dla poszkodowanych przez powodzie.
7 kwietnia 2020 roku w związku z pandemią COVID-19 program uroczystości Pamiątki śmierci Jezusa Chrystusa nadały stacje radiowe i telewizyjne. Rozpoczęto też nadawanie wcześniej nagranych wykładów publicznych przez lokalne stacje radiowe.W tym samym miesiącu rozpoczęto zorganizowanie pomocy humanitarnej dla ponad 200 000 osób poszkodowanych przez skutki tej pandemii oraz przez powodzie i konflikty zbrojne, w maju dla poszkodowanych przez wybuch wulkanu Nyiragongo, a w 2022 roku dla 19 600 uchodźców z terenów objętymi konfliktami społecznymi.
30 maja 2021 roku Hugues Kabitshwa, członek miejscowego Komitetu Oddziału, ogłosił w nagranym wcześniej przemówieniu wydanie w formacie cyfrowym Chrześcijańskich Pism Greckich w Przekładzie Nowego Świata (Nowego Testamentu) w języku alur. W związku z pandemią COVID-19 zorganizowano specjalne zebrania w trybie wideokonferencji. W północno-wschodniej części Demokratycznej Republiki Konga językiem tym posługuje się ponad 1500 głosicieli działających w 48 zborach i grupach (w tym w jednym zborze alurskojęzycznym w Ugandzie).
20 lutego 2022 roku Nicolas Hifinger, członek miejscowego Komitetu Oddziału, ogłosił w nagranym wcześniej przemówieniu wydanie w formacie cyfrowym Chrześcijańskich Pism Greckich w Przekładzie Nowego Świata (Nowego Testamentu) w języku kipende. W związku z pandemią COVID-19 zorganizowano specjalne zebrania w trybie wideokonferencji, z którego skorzystało ponad 10 000 osób. Językiem tym posługuje się ponad 3322 głosicieli działających w 87 zborach. 3 grudnia 2022 roku Samuel Campos, członek angolskiego Komitetu Oddziału, ogłosił wydanie Ewangelii według Mateusza i Dziejów Apostolskich w języku czokwe. Nagrany wcześniej program obejrzało około 2000 osób. Językiem czokwe w 2022 roku posługiwało się 1595 głosicieli. W Demokratycznej Republice Konga jest 23 zborów tego języka, a w Angoli — 10 zborów. W grudniu 2022 roku zorganizowano pomoc humanitarną dla poszkodowanych w wyniku powodzi i osuwisk.
„Strażnica” jest tłumaczona w Biurze Oddziału na 12 języków, a broszury i traktaty na 29 dalszych języków. Publikacje są drukowane w południowoafrykańskim Biurze Oddziału, a w miejscowym „Kompleksie Kursów Biblijnych” odbywają się zajęcia Kursu dla Ewangelizatorów Królestwa.
W maju 2022 roku rozpoczęła się przeprowadzka do nowego Biura Oddziału w Lubumbashi. Planowane ukończenie budowy wszystkich obiektów planowane jest na połowę 2024 roku. 
W 2022 roku przybyło ponad 290 000 nowych bezpłatnych kursów biblijnych.
29 sierpnia 2023 roku Mark Sanderson, członek Ciała Kierowniczego, w czasie kongresu regionalnego pod hasłem „Okazujcie cierpliwość!” w Kinszasie, ogłosił wydanie zrewidowanego Pisma Świętego w Przekładzie Nowego Świata w języku lingala. Poza tym ogłoszono wydanie części tego przekładu w językach alur, kituba, nandi, pende, songe i uruund. Na stadionie narodowym Stade des Martyrs zgromadziło się 75 715 osób. Kolejne 219 457 osób skorzystało z transmisji wideo tego programu w 53 Salach Zgromadzeń i innych miejscach.
Kongresy odbywają się w 13 językach, korzysta z nich około 800 000 osób, a zebrania zborowe organizuje się w ponad 30 językach.